# Wachstumsgradtag
Wachstumsgradtage sind ein heuristisches Konzept in der Phänologie. Sie werden von Landwirten und Gärtnern verwendet, um das Datum, wann eine Pflanze blüht oder Getreide reift, vorauszusagen.
Wenn keine extremen Bedingungen wie außersaisonale Dürre oder Krankheiten auftreten, wachsen Pflanzen in einer kumulativen Weise, die stark durch die Umgebungstemperatur beeinflusst wird. Wachstumsgradtage berücksichtigen Aspekte des lokalen Wetters und ermöglichen Gärtnern, das Eintreffen der Pflanzenreife vorherzusagen oder es in Gewächshäusern gar zu steuern.
Die Grünlandtemperatursumme ist eine Variation dieses Konzeptes, mit welcher der Vegetationsbeginn im Frühjahr für Wiesen und Weiden bestimmt werden kann.

## Berechnungsmethoden nach Anwendungsfall
Es gibt keine genormte Art der Berechnung von Wachstumsgradtagen (siehe ¹).
Am meisten verbreitet sind drei Berechnungsmethoden:
- Die Berechnung des einfachen Durchschnitts.
- Die modifizierte Berechnung des einfachen Durchschnitts.
- Die Baskerville-Emin (BE) Berechnungsmethode.

Auch der Zeitraum der Aufsummierung ist nicht genormt. Je nach Anwendungsfall der Wachstumsgradtage werden verschiedene Zeiträume und Berechnungsmethoden benutzt.

### Anwendungsfall: Wachstums- und Reifeverlauf von einjährigen Pflanzen
Wenn man den Wachstums- und Reifeverlauf von einjährigen Pflanzen mit den Wachstumsgradtagen voraussagen will dann wird als Beginn der Aufsummierung üblicherweise der Zeitpunkt der Einsaat benutzt. Der letzte Tag der Aufsummierung ist gewöhnlich der erste Frosttag. Hier wird meist die Wachstumsgradtage Berechnungsmethode "modifizierte Berechnung des einfachen Durchschnitts" oder die "Baskerville-Emin-Methode" benutzt, weil damit die Frühlings- und Frühsommertage mit niedrigeren Minimaltemperaturen höhere Wärmesummen ergeben.

### Anwendungsfall: Wachstums- und Reifeverlauf von mehrjährigen Pflanzen; üblicherweise Wein, Orangen, Pfirsiche etc.
Bei der Vorhersage der Voll-Reife von mehrjährigen Pflanzen bzw. Früchten mit den Wachstumsgradtagen wird als Beginn der Aufsummierung üblicherweise der erste Monat im Jahr mit einer Monatsdurchschnittstemperatur von min. +10 °C benutzt. Alternativ werden auch die ersten drei aufeinander folgenden Tage mit einer Tagesdurchschnittstemperatur von +10 °C als Beginn der Aufsummierung benutzt. Die Aufsummierung endet mit dem letzten Tag des letzten Monats mit einer Monatsdurchschnittstemperatur von min. +10 °C. Alternativ wird bis zum ersten Frosttag aufsummiert. Hier wird meist die Wachstumsgradtage Berechnungsmethode "Berechnung des einfachen Durchschnitts" benutzt, weil damit die für die Fruchtreife weniger wichtigen Frühling und Frühsommertage niedriger bewertet werden.

## Berechnungsformeln

### Modifizierte Berechnung des einfachen Durchschnitts
Wachstumsgradtage (WGT) nach der Berechnungsmethode "modifizierte Berechnung des einfachen Durchschnitts" werden errechnet, indem man den Durchschnitt der täglichen Minimal- (Tmin) und Maximaltemperatur (Tmax) nimmt und ihn mit einem Schwellenwert (Tz) vergleicht (normalerweise 10 °C). Als Gleichung dient:
{\displaystyle {\mathsf {WGT}}={\frac {T_{\min }+T_{\max }}{2}}-T_{z}}
Vor der Berechnung des Durchschnittes wird jede Temperatur, die den Schwellenwert unterschreitet, auf den Schwellenwert geändert. Ebenso werden Maximaltemperaturen normalerweise bei 30 °C gekappt, weil die meisten Pflanzen und Insekten nicht schneller wachsen bzw. sich vermehren, wenn diese Temperatur überschritten wird. Jedoch benötigen einige warmgemäßigte und tropische Pflanzen Tage über 30 °C, um Früchte oder Samen reifen lassen zu können.
Z.B. liefert ein Tag mit einer Maximaltemperatur von 23 °C und einer Minimaltemperatur von 12 °C einen Beitrag von 7,5 Wachstumsgradtagen. Ein Tag mit einer Maximaltemperatur von 13 °C und Minimaltemperatur von 7 °C trägt 1,5 Wachstumsgradtage bei.

### Berechnung des einfachen Durchschnitts
Wachstumsgradtage (WGT) nach der Berechnungsmethode "Berechnung des einfachen Durchschnitts" werden errechnet, indem man den Durchschnitt der täglichen Minimal- (Tmin) und Maximaltemperatur (Tmax) nimmt und ihn mit einem Schwellenwert (Tz) vergleicht (normalerweise 10 °C). Als Gleichung dient:
{\displaystyle {\mathsf {WGT}}={\frac {T_{\min }+T_{\max }}{2}}-T_{z}}
Maximaltemperaturen normalerweise auch hier bei 30 °C gekappt.
Hier liefert ein Beispieltag mit einer Maximaltemperatur von 23 °C und einer Minimaltemperatur von 12 °C auch einen Beitrag von 7,5 Wachstumsgradtagen. Ein Tag mit einer Maximaltemperatur von 13 °C und Minimaltemperatur von 7 °C trägt aber 0 Wachstumsgradtage bei.

### Wachstumsgradtage (WGT) nach der Baskerville-Emin-Berechnungsmethode (BE)
{\displaystyle WGT={\frac {W\cos A-((T_{z}-T_{avg})({\frac {\pi }{2}}-A))}{\pi }}}
darin sind W=((Tmax - Tmin)/2); Tz der Schwellenwert und Tavg der Mittelwert der Tagestemperaturen Tavg=((Tmax + Tmin)/2). A wird aus einer trigonometrischen Umkehrfunktion hergeleitet: A=arcsin((Tz - Tave)/W).
Die BE Methode ist in Nordamerika verbreitet, deshalb sind die Temperaturwerte in [°] Fahrenheit einzutragen.
(siehe ¹)